# 桃山町 (春日井市)
桃山町（ももやまちょう）は、愛知県春日井市の地名。

## 地理
春日井市西部に位置する。東は西山町、南は鷹来町、北は小牧市に接する。

### 河川
- 与兵池[1]

## 歴史

### 町名の由来
明治中期から大正時代にかけて桃が特産として生産されていたことによる。

### 人口の変遷
国勢調査による人口および世帯数の推移。
| 1995年（平成7年）  | 1060世帯 3362人 |  |
| 2000年（平成12年） | 1117世帯 3410人 |  |
| 2005年（平成17年） | 1186世帯 3617人 |  |
| 2010年（平成22年） | 1316世帯 3895人 |  |
| 2015年（平成27年） | 1302世帯 3699人 |  |
| 2020年（令和2年）  | 1335世帯 3633人 |  |

### 沿革
- 1948年（昭和23年） - 春日井市田楽の一部により、同市桃山町として成立[2]。

## 交通
- 名神高速道路[1]
- 愛知県道高蔵寺小牧線[1]
- 国道155号[1]

### WEB
1. ↑  “愛知県春日井市の町丁・字一覧”.   人口統計ラボ. 2021年8月15日閲覧。
2. 1 2  総務省統計局 (2022年2月10日). “令和2年国勢調査の調査結果(e-Stat) - 男女別人口，外国人人口及び世帯数－町丁・字等” (CSV). 2023年8月2日閲覧。
3. ↑  “愛知県春日井市の郵便番号一覧”.   日本郵便. 2023年10月20日閲覧。
4. ↑  “市外局番の一覧” (PDF).   総務省 (2022年3月1日). 2022年3月22日閲覧。
5. ↑  総務省統計局 (2014年3月28日). “平成7年国勢調査の調査結果(e-Stat) - 男女別人口及び世帯数 －町丁・字等” (CSV). 2021年7月20日閲覧。
6. ↑  総務省統計局 (2014年5月30日). “平成12年国勢調査の調査結果(e-Stat) - 男女別人口及び世帯数 －町丁・字等” (CSV). 2021年7月20日閲覧。
7. ↑  総務省統計局 (2014年6月27日). “平成17年国勢調査の調査結果(e-Stat) - 男女別人口及び世帯数 －町丁・字等” (CSV). 2021年7月21日閲覧。
8. ↑  総務省統計局 (2012年1月20日). “平成22年国勢調査の調査結果(e-Stat) - 男女別人口及び世帯数 －町丁・字等” (CSV). 2021年7月21日閲覧。
9. ↑  総務省統計局 (2017年1月27日). “平成27年国勢調査の調査結果(e-Stat) - 男女別人口及び世帯数 －町丁・字等” (CSV). 2021年7月21日閲覧。

### 書籍
1. 1 2 3 4 5 6  「角川日本地名大辞典」編纂委員会 1989, p. 1653.
2. 1 2  「角川日本地名大辞典」編纂委員会 1989, p. 1335.